# Flattach
Flattach – gmina w Austrii, w kraju związkowym Karyntia, w powiecie Spittal an der Drau. Według Austriackiego Urzędu Statystycznego liczyła 1171 mieszkańców (1 stycznia 2015 roku).

## Współpraca
Miejscowość partnerska:
- Waghäusel, Niemcy